# Y-kromosom Adam
 Der er for få eller ingen kildehenvisninger i denne artikel, hvilket er et problem. Du kan hjælpe ved at angive troværdige kilder til de påstande, som fremføres i artiklen.

 Denne artikel bør gennemlæses af en person med fagkendskab for at sikre den faglige korrekthed.

Y-kromosom Adam er den seneste fælles forfader til alle nulevende mænd. Han anslås at have levet i Afrika for mellem 90.000 og 60.000 år siden. Y-kromosom Adam var hverken den første mand, eller den eneste mand, der levede på det tidspunkt, men han er den mand, hvis y-kromosom er gået i arv fra generation til generation i en direkte linje til alle nulevende mænd. Sagt med andre ord, så er det ikke umuligt, at Y-kromosom Adam havde en bror, men hvis hans bror døde før han fik børn, eller hvis han kun fik pigebørn, så ville linjen starte ved Y-kromosom Adam. Hvis Y-kromosom Adams bror fik drengebørn (og de alle fik drengebørn, osv.) ville det være Y-kromosom Adams far, som ville have været Y-kromosom Adam.